# Episodi di Geronimo Stilton (terza stagione)
La terza e ultima stagione della serie Geronimo Stilton è andata in onda a partire dal 4 al 18 novembre 2016 su Rai Gulp. 
Gli episodi sono 26 in tutto e sono:
| Nº st. | Nº tot. | Titolo                                     | Prima TV         |
| ------ | ------- | ------------------------------------------ | ---------------- |
| 1      | 53      | Van Rattling                               | 4 novembre 2016  |
| 2      | 54      | Il mistero del Topo Mannaro                | 4 novembre 2016  |
| 3      | 55      | La gemma del deserto                       |                  |
| 4      | 56      | Tanti Trappola, tanti guai!                |                  |
| 5      | 57      | Il grande sonno                            | 5 novembre 2016  |
| 6      | 58      | Nei panni di Geronimo                      | 5 novembre 2016  |
| 7      | 59      | Il mostro crestato del palcoscenico        | 6 novembre 2016  |
| 8      | 60      | Missione: Zero-Formaggio                   | 6 novembre 2016  |
| 9      | 61      | La strega della palude                     | 7 novembre 2016  |
| 10     | 62      | A caccia di UFO                            | 7 novembre 2016  |
| 11     | 63      | I guardiani del re                         | 9 novembre 2016  |
| 12     | 64      | Nessun topo è un'isola                     | 8 novembre 2016  |
| 13     | 65      | Un clown in trappola                       | 8 novembre 2016  |
| 14     | 66      | Tanto fumo, niente scoop!                  | 12 novembre 2016 |
| 15     | 67      | Un'avventura dal collo lungo lungo         |                  |
| 16     | 68      | Topi sulla luna                            |                  |
| 17     | 69      | Chi ha incastrato Tea?                     |                  |
| 18     | 70      | La spada di Mousitomo                      |                  |
| 19     | 71      | Lo strano caso delle dentiere scomparse    | 9 novembre 2016  |
| 20     | 72      | Una stratopica vacanza virtuale? No grazie |                  |
| 21     | 73      | Campionato di Skateboard a Topazia         |                  |
| 22     | 74      | Allarme fantasmi a Topazia                 |                  |
| 23     | 75      | Topomessaggio in bottiglia                 |                  |
| 24     | 76      | Due topi e un bebé                         |                  |
| 25     | 77      | Ciak a Topazia                             |                  |
| 26     | 78      | Spie, nerd e videogiochi                   |                  |

## Van Rattling
Trappola diventa socio onorario del "Royal Golf Club" scozzese ed invita tutta la famiglia a recarsi sul posto. Geronimo accetta sperando di far luce su un nuovo mistero: la strana apparizione di tre streghe ogni notte. Benjamin e Pandora vanno subito alla ricerca di indizi, mentre Trappola e Tea si imbattono in un cacciatore di streghe, Van Rattling, che cederà poi il suo posto al Lord.

## Il mistero del Topo Mannaro
In Transtopacchia, patria di creature insolite, appare improvvisamente uno strano "Topo Mannaro", che terrorizza i turisti. Geronimo propone a Benjamin di andare a trovare lo zio Gravio, ma Tea e Pandora sembrano più interessate alla "Settimana della Moda". A sfidarsi sono Felipolino e Brad Dutly, quest'ultimo aiutato da Trappola nel disegnare la sua nuova linea. Giunti in casa di Gravio, Geronimo e Benjamin assistono al licenziamento del maggiordomo Crocchio. Riguardo al Topo Mannaro, lo zio crede di essere lui stesso la creatura.

## Tanti Trappola, tanti guai!
Sally Rasmaussen e Marameo Sfacciotto non vogliono che l'Eco del Roditore passi l'ispezione del Dipartimento Igiene e Sicurezza, pertanto cercano disperatamente di farvi entrare un fusto pieno di rifiuti chimici. Nel frattempo, gli Stilton si danno da fare per completare le pulizie in tempo, ma  capita al momento sbagliato un imprevisto: l'ispezione viene anticipata. In preda all'ansia, cercano di coinvolgere anche il professor Von Volt, il quale ha appena ultimato una macchina in grado di clonare esseri viventi. Trappola, in preda alla sua pigrizia, decide di utilizzarla a insaputa degli altri per agevolargli il lavoro. Così, nel giro di pochi minuti, quattro sue copie si aggirano nella redazione!

## Il grande sonno
Geronimo si candida all'annuale Fiera del Libro di Topazia con la sua autobiografia. La dedizione e la fatica che ha impiegato lo fanno crollare proprio il giorno sbagliato in un grande sonno. Tea, Trappola, Benjamin e Pandora però non si rassegnano: non lasceranno che Sally Rasmaussen, Rattami o Rayan Rat possa vincere il premio di miglior libro dell'anno. La giornata viene interrotta da ripetuti colpi di scena, che faranno luce su un nuovo mistero.

## Nei panni di Geronimo
Sally Rasmaussen vuole sottrarre ad ogni costo uno scoop a Geronimo cercando di ingannare Larry, dipendente dell'Eco del Roditore. Proprio mentre il noto giornalista riceve una telefonata da Von Volt, lei non esita a seguirlo. Questa volta lo scienziato ha ultimato lo "Scambia la testa", ed ha intenzione di testarlo insieme a Geronimo, ma l'esperimento fallisce e quest'ultimo e Sally si trovano l'uno la testa nel corpo dell'altro.